# Distrito de Liezen
Liezen es un distrito del estado de Estiria (Austria). Es el distrito más grande de Austria (unas tres veces el tamaño del siguiente más grande), y se divide en tres subdistritos: Bereich Liezen, Expositur Bad Aussee y Expositur Gröbming

## División administrativa
El distrito de Liezen se divide en 51 municipios.

### Municipios (población año 2018)
- Admont 5010
- Aich 1294
- Aigen im Ennstal 2722
- Altaussee 1878
- Altenmarkt bei Sankt Gallen 822
- Ardning 1239
- Bad Aussee 4833
- Bad Mitterndorf 4962
- Gaishorn am See 1333
- Gröbming 3013
- Grundlsee 1199
- Haus 2429
- Irdning-Donnersbachtal 4135
- Landl 2720
- Lassing 1719
- Liezen 8191
- Michaelerberg-Pruggern 1188
- Mitterberg-Sankt Martin 1933
- Öblarn 2024
- Ramsau am Dachstein 2812
- Rottenmann 5232
- Sankt Gallen 1821
- Schladming 6660
- Selzthal 1593
- Sölk 1494
- Stainach-Pürgg 2850
- Trieben 3390
- Wildalpen 464
- Wörschach 1122

En negrita se indican las ciudades. Barrios, aldeas y otras subdivisiones de los municipios se indican con letras pequeñas.

#### Bereich Liezen
- Admont
  - Aigen, Krumau bei Admont
- Aigen im Ennstal
  - Aich, Aiglern, Fischern, Gatschen, Hohenberg, Ketten, Lantschern, Mitteregg, Quilk, Ritzmannsdorf, Sallaberg, Schlattham, Tachenberg, Vorberg
- Altenmarkt bei Sankt Gallen
  - Essling
- Ardning
  - Frauenberg, Pürgschachen
- Donnersbach
  - Erlsberg, Fuchsberg, Furrach, Ilgenberg, Ritzenberg, Winklern, Planneralm
- Donnersbachwald
- Gaishorn am See
  - Au bei Gaishorn am See
- Gams bei Hieflau
- Hall bei Admont
- Irdning
  - Altirdning, Bleiberg, Falkenburg, Kienach, Raumberg
- Johnsbach
- Landl
  - Großreifling, Kirchenlandl, Krippau, Lainbach, Mooslandl
- Lassing
  - Gatschling, Neusiedl, Sonnberg, Fuchslucken, Heuberg, Schattenberg, Spiegelsberg, Stein, Treschmitz, Trojach, Unterberg, Wieden bei Lassing, Altlassing, Burgfried, Döllach, Lassing-Kirchdorf, Moos, Niedermoos
- Liezen
  - Pyhrn, Reithtal
- Oppenberg
- Palfau
- Pürgg-Trautenfels
  - Pürgg, Trautenfels, Unterburg, Untergrimming, Zlem
- Rottenmann
  - Bärndorf, Edlach, Singsdorf, Boder, Bruckmühl, Büschendorf, Klamm, Sankt Georgen, Strechau, Strechen, Villmannsdorf
- Sankt Gallen
  - Bergerviertel, Oberreith, Reiflingviertel
- Selzthal
  - Neulassing, Versbichl
- Stainach
  - Niederhofen
- Tauplitz
  - Furt, Klachau, Tauplitzalm
- Treglwang
  - Furth
- Trieben
  - Dietmannsdorf bei Trieben, Sankt Lorenzen im Paltental, Schwarzenbach
- Weißenbach an der Enns
  - Bichl, Breitau, Oberlaussa, Unterlaussa, Wolfsbachau
- Weißenbach bei Liezen
- Weng im Gesäuse
  - Gstatterboden
- Wildalpen
- Wörschach
  - Maitschern

#### Expositur Aussee
- Altaussee
  - Fischerndorf, Lichtersberg, Lupitsch, Puchen
- Bad Aussee
  - Anger, Eselsbach, Gallhof, Gschlößl, Lerchenreith, Obertressen, Reitern, Reith, Sarstein, Unterkainisch
- Bad Mitterndorf
  - Krungl, Neuhofen, Obersdorf, Rödschitz, Sonnenalm, Thörl, Zauchen
- Grundlsee
  - Archkogl, Bräuhof, Gößl, Mosern, Untertressen
- Pichl-Kainisch
  - Kainisch, Pichl, Knoppen, Mühlreith

#### Expositur Gröbming
- Aich
  - Aich, Assach
- Gössenberg
  - Auberg, Petersberg
- Gröbming
- Großsölk
- Haus im Ennstal
  - Birnberg, Ennsling, Gumpenberg, Lehen, Oberhaus, Oberhausberg, Weißenbach
- Kleinsölk
- Michaelerberg
  - Pruggern
- Mitterberg
  - Gersdorf, Salza, Strimitzen, Tipschern, Unterlengdorf
- Niederöblarn
  - Gritschenberg, Sonnberg, Straßerberg
- Öblarn
  - Sonnberg
- Pichl-Preunegg
  - Gleiming, Pichl, Preunegg
- Pruggern
- Ramsau am Dachstein
  - Ramsau, Ramsauleiten, Schildlehen
- Rohrmoos-Untertal
  - Fastenberg, Obertal, Rohrmoos, Unterthal
- Sankt Martin am Grimming
  - Diemlern, Oberlengdorf, Salza, Tipschern, Unterlengdorf
- Sankt Nikolai im Sölktal
- Schladming
  - Klaus